# Natalie Maines
Natalie Louise Maines (* 14. Oktober 1974 in Lubbock, Texas) ist eine US-amerikanische Country-Musikerin und -Sängerin. Sie wurde als Frontfrau der Country-Band Dixie Chicks, mittlerweile The Chicks bekannt.

## Privatleben
Natalie Maines ist die Tochter des Steelguitar-Spielers, Produzenten und Country-Musikers Lloyd Maines. 1992 schloss sie die High-School in Lubbock ab und besuchte danach das Berklee College of Music in Boston.
Sie war bis 2017 mit dem Schauspieler Adrian Pasdar verheiratet und hat mit ihm zwei Kinder.

## Dixie Chicks
Nachdem sie das College verlassen hatte, ersetzte sie Ende 1995 bei der 1989 gegründeten Country-Band Dixie Chicks Leadsängerin und Gründungsmitglied Laura Lynch. Maines spielt in der Band Rhythmusgitarre, ferner beherrscht sie E-Gitarre, E-Bass und Omnichord, eine Art elektronische Autoharp.
Maines schrieb zusammen mit den anderen Bandmitgliedern einige Texte für frühere Dixie-Chicks-Songs; für das Album Taking the Long Way aus dem Jahr 2006 schrieben die drei Frauen erstmals alle Texte selbst.

## Sonstige musikalische Aktivitäten
Natalie Maines hat für einige andere Musiker Backing Vocals gesungen:
- Snowing on Raton auf Pat Greens 1997er Album George's Bar
- Abilene auf Sheryl Crows 2002er Album C'mon C'mon
- El Cerrito Place auf Charlie Robisons 2004er Album Good Times
- How I Go auf Yellowcards 2006er Album Lights and Sounds
- The Man auf Pete Yorns 2006 Album Nightcrawler

Außerdem nahm Maines einige Duette mit anderen Künstlern auf, beispielsweise The Wedding Song mit Charlie Robison, Too Far From Texas mit Stevie Nicks für ihr 2001er-Album Trouble in Shangri-La, Mary mit Patty Griffin für das 2005 erschienene Tsunami-Benefits-Album Austin to South Asia oder Another Day (That Time Forgot) mit Neil Diamond für dessen 2008er-Album Home Before Dark. 2013 veröffentlichte sie ihr erstes Soloalbum mit dem Titel Mother.

## Schauspielerin
Maines absolvierte zahlreiche Fernsehauftritte, unter anderem war sie in der Sesamstraße zu sehen. 2002 spielte sie in dem Familienfilm Grand Champion die Rolle der Fiona, 2006 stand sie für den Dokumentarfilm Shut Up & Sing vor der Kamera.

## Öffentliche Äußerungen und Kontroversen
Für einen nachhaltigen Skandal sorgte Natalie Maines im März 2003, als sie während eines Konzerts der Dixie Chicks in London äußerte, die Band sei beschämt, dass der Präsident der Vereinigten Staaten [wie sie] aus Texas stamme. Es kam zu einem Aufruhr und Boykottaufrufen unter konservativen Country-Fans und in den US-amerikanischen Medien. Die Sängerin versuchte die Wogen zu glätten, indem sie unter anderem sagte: „Ich glaube, der Präsident ignoriert die Meinung vieler US-Amerikaner und befremdet den Rest der Welt“. Doch dies war ihren Kritikern nicht genug, und zwei Tage später fügte sie hinzu:
„Als betroffene Staatsbürgerin der Vereinigten Staaten entschuldige ich mich bei Präsident Bush für meine respektlose Äußerung. Ich glaube, dass, wer auch immer das Amt innehat, mit äußerstem Respekt behandelt werden sollte. Wir sind momentan Zeugen einer gewaltigen anti-amerikanischen Stimmung in Europa, ausgelöst durch den, wie man dort meint, überstürzten Krieg. Obwohl Krieg als Möglichkeit seine Berechtigung haben mag, möchte ich als Mutter jede mögliche Alternative ausgeschöpft wissen, bevor Kinder und amerikanische Soldaten sterben müssen. Ich liebe mein Land und bin stolz, Amerikanerin zu sein.“
Als Folge des medialen Aufruhrs, der unter anderem auch anonyme Morddrohungen zur Folge hatte, musste die Künstlerin um ihre Sicherheit und die ihrer Familien bangen. Im Juni 2006 kam es erneut zu einer Kontroverse wegen Maines Aussage während eines Interviews mit dem Daily Telegraph:
„The entire country may disagree with me, but I don't understand the necessity for patriotism; Why do you have to be a patriot? About what? This land is our land? Why? You can like where you live and like your life, but as for loving the whole country… I don't see why people care about patriotism.“
(Das ganze Land wird mir wahrscheinlich widersprechen, aber ich verstehe nicht, warum Patriotismus nötig ist. Warum musst du ein Patriot sein? Worüber? Dieses Land ist unser Land? Warum? Du kannst die Gegend, in der du wohnst mögen und dein Leben, aber das ganze Land lieben … Ich verstehe nicht, warum Menschen Patriotismus wichtig ist.) In dem Lied Not Ready to Make Nice aus dem Album Taking the Long Way (2006) der Dixie Chicks wurde dieser Sachverhalt im Songtext aufgearbeitet.